# Ferrante Aporti
Ferrante Aporti (* 20. November 1791 in San Martino dall’Argine; † 14. November 1858 in Turin) war ein italienischer Pädagoge und Theologe.

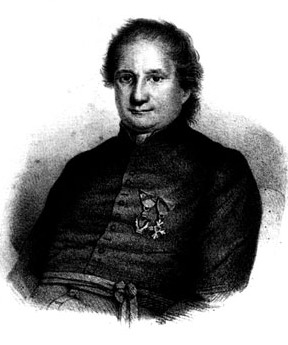
Ferrante Aporti

## Leben
Ferrante Aporti wurde in der Provinz Mantua, Italien, geboren. Zunächst widmete er sich der Theologie und empfing seine Priesterweihe. Anschließend, ab 1816, hielt er sich für drei Jahre in Wien auf. 1818 wurde er Professor für Kirchengeschichte in Cremona.
In Cremona wurde Aporti ab 1822 als Direktor von Grundschulen eingesetzt. Seit 1827 errichtete er auch eigene Schulen, besonders für arme Kinder. Dies fand zunächst noch wenig Beachtung, wurde später aber rühmlich aufgenommen. Sein Prinzip der Schule wurde in anderen Städten übernommen. Die anderswo nach seinem Vorbild gebauten Schulen überprüfte er.
An der Universität Turin hielt Aporti Vorlesungen, in denen er seine schulische Methode übermittelte. Die Vorlesungen wurden insbesondere von Lehrern besucht. Wegen seiner Verdienste wurde er 1846 in die französische Ehrenlegion aufgenommen. 1848 nahm ihn Viktor Emanuel II. auch in den Senato della Repubblica auf. 1855 wurde er zum Rektor der Universität Turin berufen, was er bis kurz vor seinem Tod 1858 blieb.
Aporti wurde 66 Jahre alt. Er verfasste Schulbücher für Grundschulen, aber auch ein preisgekröntes kirchengeschichtliches Werk namens Storia ecclesiastica cremonese.

## Werke
- Il manuale per le scuole infantili (Cremona 1833)
- Storia ecclesiastica cremonese (1835, zwei Teile)
- Sillabario per l'infanzia (Cremona 1837)